# Eddie Gaven
Eddie Gaven, född 25 oktober, 1986, är en amerikansk före detta fotbollsspelare som spelade på mittfältet i det amerikanska fotbollslaget Columbus Crew i Major League Soccer.

## Spelarkarriären
Gaven blev draftad av NY/NJ MetroStars som tolfte totalt i 2003 MLS SuperDraft och skrev kontrakt med MetroStars på direkten. Han lyckades göra 16 mål på 69 matcher mellan 2003 och 2005 innan han blev bortbytt till Columbus Crew med försvararen Chris Leitch mot anfallaren Edson Buddle.
Han har varit princip en man för startelvan hos Crew och har gjort 35 mål på 209 matcher.
Gaven missade större delen av säsongen 2013 på grund av en skada som uppkom vid Lamar Hunt US Open Cup. Han avslutade sin karriär säsongen efter.

## Statistik

### Major League Soccer

#### Grundserien
| Säsong                  | Klubb                   | Liga                    | Matcher | Mål |
| ----------------------- | ----------------------- | ----------------------- | ------- | --- |
| 2003                    | NY/NJ MetroStars        | Major League Soccer     | 12      | 1   |
| 2004                    | NY/NJ MetroStars        | Major League Soccer     | 29      | 7   |
| 2005                    | NY/NJ MetroStars        | Major League Soccer     | 28      | 8   |
| Totalt NY/NJ MetroStars | Totalt NY/NJ MetroStars | Totalt NY/NJ MetroStars | 69      | 16  |
| 2006                    | Columbus Crew           | Major League Soccer     | 30      | 4   |
| 2007                    | Columbus Crew           | Major League Soccer     | 27      | 5   |
| 2008                    | Columbus Crew           | Major League Soccer     | 24      | 3   |
| 2009                    | Columbus Crew           | Major League Soccer     | 30      | 6   |
| 2010                    | Columbus Crew           | Major League Soccer     | 28      | 3   |
| 2011                    | Columbus Crew           | Major League Soccer     | 26      | 5   |
| 2012                    | Columbus Crew           | Major League Soccer     | 34      | 9   |
| 2013                    | Columbus Crew           | Major League Soccer     | 10      | 0   |
| Totalt Columbus Crew    | Totalt Columbus Crew    | Totalt Columbus Crew    | 209     | 35  |
| Totalt                  | Totalt                  | Totalt                  | 278     | 51  |

#### MLS Cup
| Säsong                  | Klubb                   | Liga                    | Matcher | Mål |
| ----------------------- | ----------------------- | ----------------------- | ------- | --- |
| 2003                    | NY/NJ MetroStars        | MLS Cup                 | 2       | 0   |
| 2004                    | NY/NJ MetroStars        | MLS Cup                 | 2       | 0   |
| 2005                    | NY/NJ MetroStars        | MLS Cup                 | 2       | 0   |
| Totalt NY/NJ MetroStars | Totalt NY/NJ MetroStars | Totalt NY/NJ MetroStars | 6       | 0   |
| 2008                    | Columbus Crew           | MLS Cup                 | 4       | 1   |
| 2009                    | Columbus Crew           | MLS Cup                 | 2       | 0   |
| 2010                    | Columbus Crew           | MLS Cup                 | 2       | 0   |
| 2011                    | Columbus Crew           | MLS Cup                 | 2       | 1   |
| 2012                    | Columbus Crew           | MLS Cup                 | 1       | 0   |
| Totalt Columbus Crew    | Totalt Columbus Crew    | Totalt Columbus Crew    | 11      | 2   |
| Totalt                  | Totalt                  | Totalt                  | 17      | 2   |